# Blir jag sen spelkarl
Blir jag sen spelkarl är den svenske proggmusikern Göran Perssons debutalbum, utgivet på skivbolaget MNW 1972.

## Låtlista
A
1. "Englunds bygge" – 3:42
2. "Pansarbåt!" – 3:07
3. "Höstmörkret" – 2:44
4. "Snälla arbetsförmedlare" – 3:27
5. "Gå upp klockan sex" – 1:53
6. "Blir jag sen spelkarl" – 3:04

B
1. "Präst och general" (3:50)
2. "Tandemcykel" – 3:33
3. "Jag går på en väg" – 2:38
4. "Marlies" – 5:15
5. "Det var en dag" – 2:39

## Medverkande
- Tord Bengtsson – fiol, piano, orgel, gitarr
- Tore Berger – klarinett
- Sam Ellison – trummor
- Göran Persson – sång, gitarr
- Håkan Persson – bas
- Hans Wiktorsson – congas

### Fotnoter
1. ↑  ”Blir jag sen spelkarl”. Progg.se. Arkiverad från originalet den 18 augusti 2010. https://web.archive.org/web/20100818030038/http://www.progg.se/band.asp?ID=92&skiva=218. Läst 10 januari 2013.